# OSPAR-verdrag
Het Verdrag inzake de bescherming van het mariene milieu in het noordoostelijk deel van de Atlantische Oceaan (Convention for the Protection of the Marine Environment of the North-East Atlantic) of OSPAR-verdrag heeft als doel door internationale samenwerking het maritieme milieu in de noordoostelijke Atlantische Oceaan inclusief de Noordzee te beschermen. De naam OSPAR komt van Oslo en Parijs omdat het verdrag twee eerdere internationale overeenkomsten verving: het Oslo-verdrag en Parijs-verdrag. Het verdrag werd aangenomen op een ministeriële bijeenkomst in Parijs op 22 september 1992. Na ratificatie door de ondertekenende staten trad het verdrag in werking op 25 maart 1998.

## Verdragspartijen
De partijen die de conventie ondertekend en geratificeerd hebben zijn:
- België
- Denemarken
- Duitsland
- Finland
- Frankrijk
- Ierland
- IJsland
- Luxemburg
- Nederland
- Noorwegen
- Portugal
- Spanje
- Verenigd Koninkrijk
- Zweden
- Zwitserland
- Europese Unie

## Afbakening
Het noordoostelijke deel van de Atlantische Oceaan is in het OSPAR-verdrag als volgt bepaald:
- het gebied van de Atlantische Oceaan en de Noordelijke IJszee ten noorden van de 36e breedtegraad dat gelegen is tussen 42° westerlengte en 51° oosterlengte, met uitzondering van de Oostzee en de  Middellandse Zee;
- het gebied van de Atlantische Oceaan ten noorden van de 59e breedtegraad en tussen 44° westerlengte en 42° westerlengte.

## Doel
De belangrijkste doelstellingen van dit verdrag zijn:
- het voorkomen en beëindigen van de verontreiniging van het mariene milieu;
- het beschermen van het zeegebied tegen de nadelige effecten van menselijke activiteiten teneinde de gezondheid van de mens te beschermen en het mariene ecosysteem in stand te houden en, wanneer uitvoerbaar, aangetaste zeegebieden te herstellen.

Verder streeft het verdrag naar een duurzaam beheer van het betrokken gebied. Duurzaam beheer is volgens de preambule van het verdrag een zodanig beheer van menselijke activiteiten dat het mariene ecosysteem het rechtmatig gebruik van de zee kan blijven dragen en kan blijven voorzien in de behoeften van de huidige en toekomstige generaties.
Om dit te bereiken nemen de verdragspartijen, afzonderlijk en gezamenlijk, programma's en maatregelen aan en harmoniseren zij hun beleid en strategieën.
Daarbij moeten een aantal principes toegepast worden:
- het voorzorgsbeginsel: neem preventieve maatregelen als er een redelijk vermoeden is dat er een nadelige milieu-impact zal zijn, zelfs al is daar geen bewijs voor;
- het beginsel de vervuiler betaalt;
- de beste beschikbare technieken, beste milieupraktijk en schone technologie aanwenden.

De OSPAR-Commissie, die bestaat uit vertegenwoordigers van alle verdragspartijen, ziet toe op de uitvoering van het verdrag en kan zelf beslissingen nemen tot het opstellen van programma's en maatregelen in het kader van het verdrag.
Het secretariaat van het OSPAR-verdrag is gevestigd in Londen.